# Giulio Fagnano dei Toschi
Giulio Carlo Fagnano dei Toschi (Senigallia, 26 settembre 1682 – Senigallia, 18 maggio 1766) è stato un matematico italiano.
Viene identificato anche come "Giulio Carlo, Conte Fagnano e Marchese de' Toschi e di Sant'Onofrio".

## Biografia
Il padre di Giulio Fagnani era Francesco Fagnani e sua madre era Camilla Bartolini. Giulio nacque il 26 di settembre del 1682 in una delle principali famiglie di Sinigaglia e morì il 18 di maggio del 1766. La città di Sinigaglia, ora conosciuta come Senigallia ed appartenente alla provincia di Ancona, al momento della nascita di Giulio faceva parte degli Stati Pontifici. Va segnalato che andando indietro di molte generazioni nella famiglia si trova che uno dei loro membri, nel XII secolo, fu Lamberto Scannabecchi da Fagnani, il quale divenne Papa Onorio II nel 1124.
Fagnani ha seguito la tradizione di famiglia nell'assunzione di alte cariche a Sinigaglia. Egli è stato nominato gonfaloniere nel 1723. Gonfaloniere significa letteralmente “colui che porta il gonfalone” ed era un titolo di alti magistrati civici nelle città stato italiane medioevali come Sinigaglia. Tali cariche non erano facili da gestire in quel periodo e Giulio Fagnano fu sottoposto a molte false accuse formulate nei suoi confronti da invidiosi cittadini e da qualche malintenzionato che cercava di screditare la sua reputazione. Fagnano ebbe 12 figli, uno dei quali fu Giovanni Fagnano che ha seguito le sue orme nella matematica ottenendo importanti risultati.
Giulio Fagnano compì i primi studi nel collegio Clementino a Roma. Era autodidatta in matematica ed ha fatto di essa il suo hobby. Tuttavia raggiunse giustamente una notevole fama internazionale come matematico, grazie ai suoi notevolissimi contributi su diversi argomenti.
La sua salma fu inumata nella chiesa di Santa Maria Maddalena di Senigallia, dove è ancora visibile l'epigrafe.

## Contributi

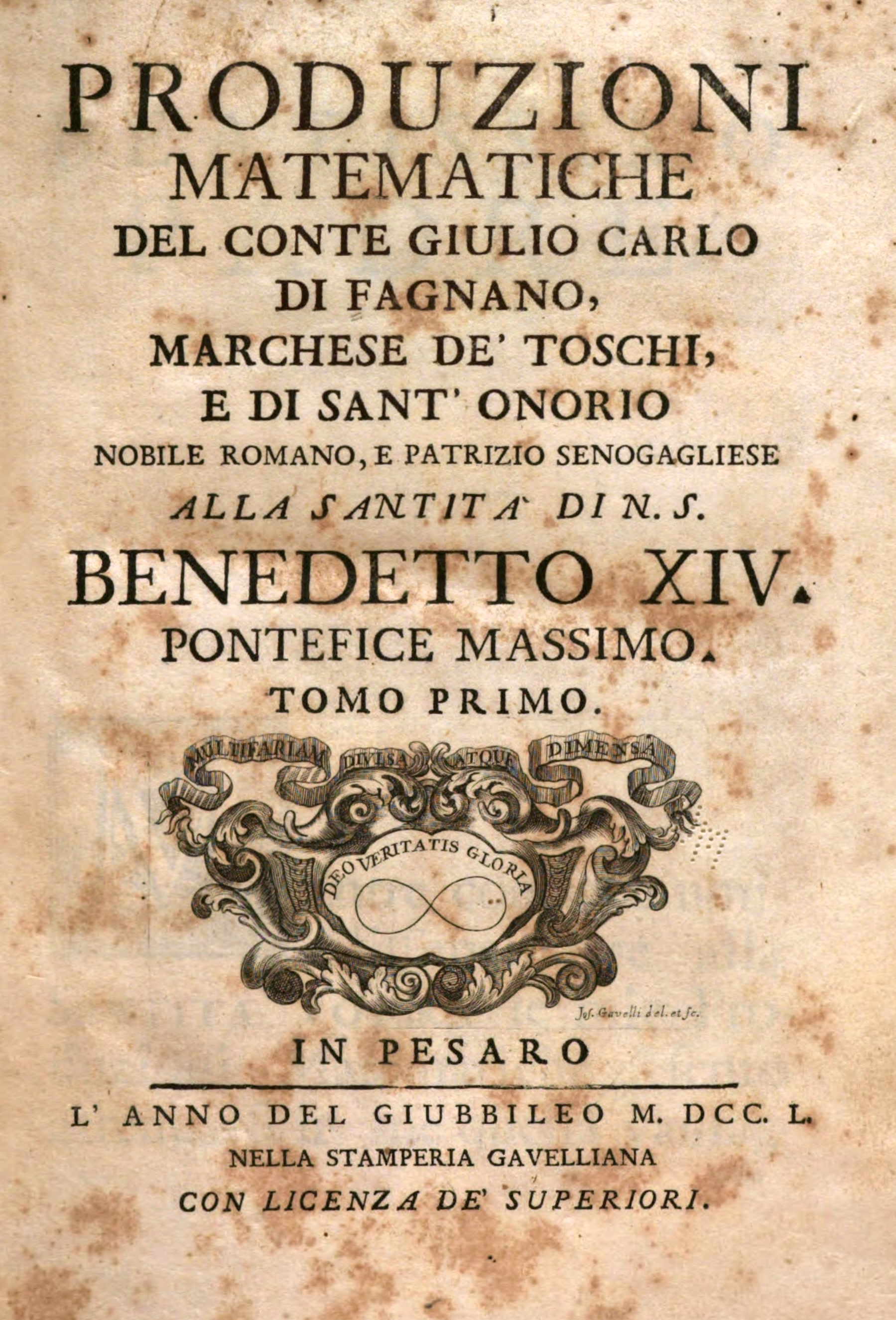
Produzioni matematiche, 1750

Fagnano ha suggerito nuovi metodi di soluzione delle equazioni algebriche di grado 2, 3 e 4. Ha migliorato il lavoro del Rafael Bombelli sui numeri complessi dimostrando una formula famosa
{\displaystyle \pi =2i\log {1-i \over 1+i}}.
Uno dei temi per i quali Fagnano è famoso è il suo lavoro sui triangoli. Natucci, nella sua biografia pubblicata nel Dictionary of Scientific Biography scrive:
“egli può ben essere considerato il fondatore della geometria del triangolo”.
Tra i problemi che ha esaminato sui triangoli vi sono:
Dato un triangolo ABC, trovare il punto P che minimizzi {\displaystyle PA^{2}+PB^{2}+PC^{2}}
Dato un quadrilatero ABCD, trovare il punto P che minimizzi {\displaystyle AP+BP+CP+DP}
Egli ha inoltre scoperto che, se X è il centroide del triangolo ABC allora
{\displaystyle XA^{2}+XB^{2}+XC^{2}=(AB^{2}+BC^{2}+CA^{2})/3}.
Nel suo studio sulla rettificazione della lemniscata, Fagnano ha introdotto trasformazioni analitiche ingegnose che hanno gettato la base per la teoria degli integrali ellittici ed il suo lavoro ha contribuito alla introduzione delle funzioni ellittiche. Fagnano ha raccolto molti dei suoi lavori pubblicati, e alcuni inediti, e ha prodotto il volume composto da due trattati Produzioni matematiche nel 1750.
Nel 1751 è stato chiesto a Eulero di esaminare le Produzioni matematiche ed ha trovato in questo trattato le relazioni tra particolari tipi di integrali ellittici, che esprimono la lunghezza di un arco di una lemniscata, risultato questo abbastanza inaspettato. Generalizzando i risultati di Fagnano, Eulero ha creato una teoria generale di questi integrali, in particolare dando la famosa formula di addizione per gli integrali ellittici. Fagnano aveva dimostrato la formula di duplicazione, un caso particolare della formula di addizione per gli integrali.
In effetti Fagnano aveva dimostrato le proprietà notevoli delle lemniscate, compreso il fatto che gli archi possono essere divisi in n parti uguali usando solo riga e compasso, dove
{\displaystyle n=2\cdot 2^{m},3\cdot 2^{m}} oppure {\displaystyle 5\cdot 2^{m}}.
Fagnano ha dato molti altri contributi importanti alla matematica, non senza polemiche. Fu coinvolto nelle dispute con Nicolaus I Bernoulli e nella grande disputa di quel periodo fra i sostenitori di Newton e quelli di Leibniz. Brook Taylor sfidò sia Bernoulli che Giulio Fagnano alla quale entrambi risposero. Gli aspetti di questa controversia sono analizzati da L. Conte.
Molto importanti furono pure le memorie sopra il calcolo combinatorio, il gioco del lotto e la determinazione della probabilità che, su m numeri estratti, p escano con ordine determinato.
Fagnano ebbe anche il merito di sostenere alcuni giovani matematici del tempo, fra i quali Joseph-Louis Lagrange.
Ebbe molte onorificenze. Egli aveva il titolo di contabile conferito da Luigi XV nel 1721 e fu console del re di Spagna e Sicilia in Sinigaglia. Fu eletto alla Royal Society di Londra nel 1723, e fu marchese di Sant'Onofrio nel 1745. Inoltre fu eletto all'Accademia delle Scienze di Berlino e proposto per la Académie des Sciences di Parigi nel 1766, ma morì prima che potesse essere eletto. Diventò accademico dell'Arcadia a 16 anni col nome di Floristo Gnausonio.

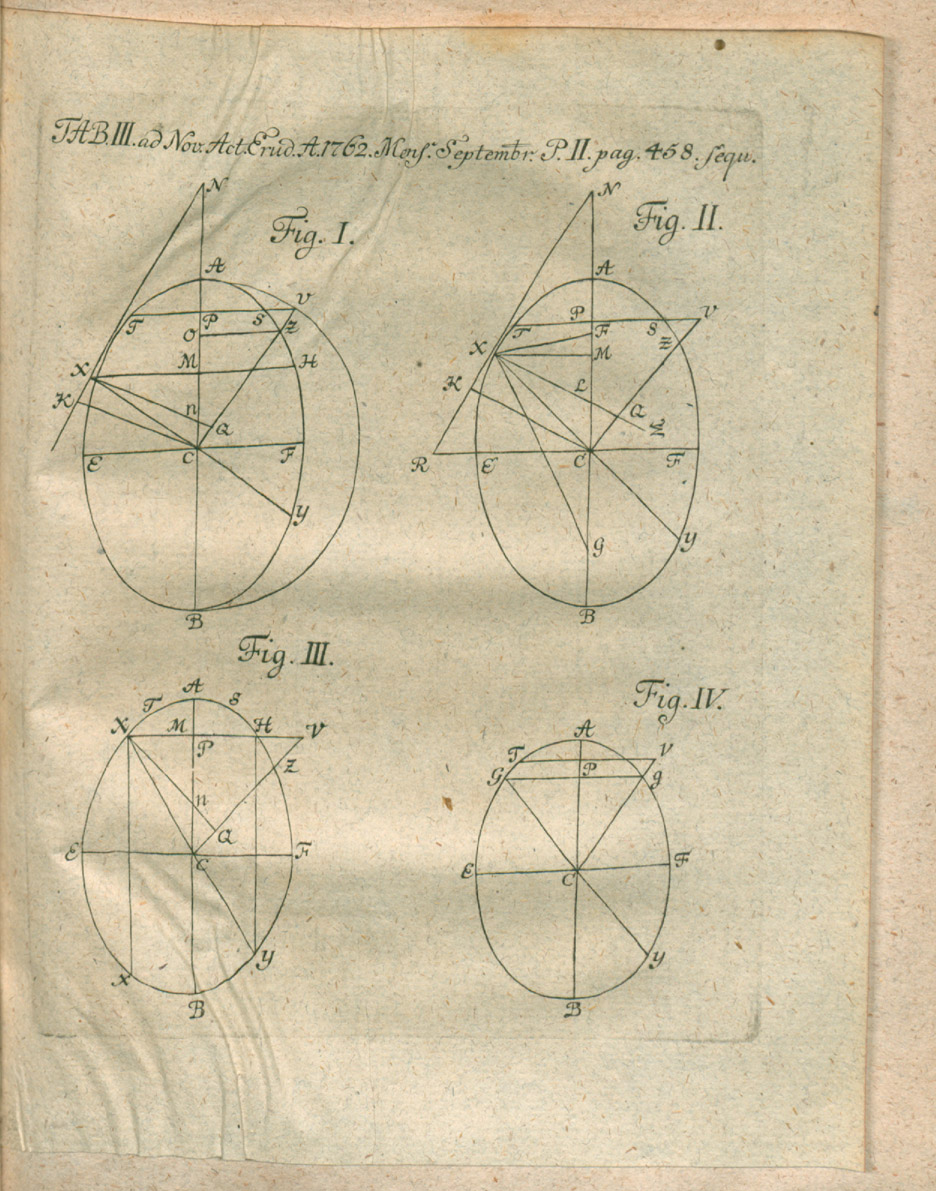
Illustrazione da Illustratio theorematis actis lipsiensibus... pubblicato sugli Acta Eruditorum del 1762

## Opere
- Produzioni matematiche, vol. 1, Pesaro, Stamperia Gavelliana, 1750.
- Produzioni matematiche, vol. 2, Pesaro, Stamperia Gavelliana, 1750.